# Copa do Mundo de Futebol Feminino de 1999
A Copa do Mundo de Futebol Feminino de 1999. Foi a terceira edição da competição para mulheres. Foi disputada de 19 de junho a 10 de julho. A sede foi nos Estados Unidos. Houve um aumento no número de participantes, das doze, das primeiras edições, para dezesseis seleções. Ocorreram trinta e duas partidas ao longo da disputa.

## Histórico
A Federação de Futebol dos Estados Unidos anunciou sua intenção de sediar o torneio de 1999 em fevereiro de 1995, pouco depois de sediar a competição masculina Copa do Mundo FIFA de 1994. A Austrália e o Chile manifestaram interesse em participar também, mas desistiram do processo em dezembro de 1995,  deixando os Estados Unidos como o único candidato até o prazo final para as licitações em março de 1996. O Comitê Executivo da FIFA concedeu oficialmente os direitos de sediar o campeonato aos Estados Unidos em 31 de maio de 1996, no mesmo dia em que a Copa do Mundo FIFA de 2002 foi concedida ao Japão e à Coreia do Sul.

## Estádios
| Pasadena (região de Los Angeles)                                                               | Stanford (região de São Francisco)                                                         | Chicago, Illinois                                                          | Foxborough (região de Boston)                    |
| ---------------------------------------------------------------------------------------------- | ------------------------------------------------------------------------------------------ | -------------------------------------------------------------------------- | ------------------------------------------------ |
| Rose Bowl                                                                                      | Stanford Stadium                                                                           | Soldier Field                                                              | Foxboro Stadium                                  |
| Capacidade: 95.542                                                                             | Capacidade: 85.429                                                                         | Capacidade: 65.080                                                         | Capacidade: 58.868                               |
| A satellite view of the Rose Bowl stadium                                                      | A view of Stanford Stadium from the stands, showing the pitch encircled by a running track | An aerial view of Soldier Field with the Chicago skyline in the background | A satellite view of Foxboro Stadium              |
| Estádios utilizados na Copa do Mundo de Futebol Feminino de 1999 Source: FIFA Technical Report |                                                                                            |                                                                            |                                                  |
| Portland, Oregon                                                                               | San José (região de São Francisco                                                          | Landover, Maryland (Washington, D.C. area)                                 | East Rutherford, New Jersey (New York City area) |
| Civic Stadium                                                                                  | Spartan Stadium                                                                            | Jack Kent Cooke Stadium                                                    | Giants Stadium                                   |
| Capacidade: 27.396                                                                             | Capacidade: 26.000                                                                         | Capacidade: 80.116                                                         | Capacidade: 77.716                               |
| An overhead view of PGE Park, showing the stands and a nearby street                           | A view of Spartan Stadium during a football game from the stands                           | A satellite view of Jack Kent Cooke Stadium                                | An aerial view of Giants Stadium                 |

## Equipes
| - África (CAF) - Nigéria - Gana - Ásia (AFC) - Coreia do Norte - China - Japão - América do Sul (CONMEBOL) - Brasil - Oceânia (OFC) - Austrália | - Europa (UEFA) - Dinamarca - Alemanha - Noruega - Suécia - Rússia - Itália - América do Norte, Central e o Caribe (CONCACAF) - Estados Unidos - Canadá - México |

## Árbitras
| África - Cofie Comfort - Bola Elizabeth Abidoye - Omoleye Adeyemi Adeola - Fatou Gaye Ásia - Lu Lijuan - Zuo Xiudi - Hisae Yoshizawa - Im Eun Ju - Ri Song Ok América do Norte e Central - Sonia Denoncourt - Maria Rodríguez - Virginia Tovar - Jackeline Blanquice - Boni Bishop - Kari Seitz - Sandra Hunt | América do Sul - Ana Bia Batista - Cleidy Mary Ribeiro - Maria Edilene Siqueira - Martha Liliana Pardo - Ana Isabel Pérez - Marisela de Fuentes Europa - Gitte Nielsen - Katriina Elovirta - Petteri Kari - Ghislaine Labbe - Elke Günthner - Corrie Kruithof - Ann Wenche Kleven - Nicole Petignat - Susanne Borg Oceania - Tammy Ogston |

## Fase de Grupos

### Grupo A
| Selecção        | Pts | J | V | E | D | GM | GS |     |
| --------------- | --- | - | - | - | - | -- | -- | --- |
| Estados Unidos  | 9   | 3 | 3 | 0 | 0 | 13 | 1  | +12 |
| Nigéria         | 6   | 3 | 2 | 0 | 1 | 5  | 8  | -3  |
| Coreia do Norte | 3   | 3 | 1 | 0 | 2 | 4  | 6  | -2  |
| Dinamarca       | 0   | 3 | 0 | 0 | 3 | 1  | 8  | -7  |

#### Jogos
| Estados Unidos  | 3-0 | Dinamarca       |
| Coreia do Norte | 1-2 | Nigéria         |
| Estados Unidos  | 7-1 | Nigéria         |
| Coreia do Norte | 3-1 | Dinamarca       |
| Nigéria         | 2-0 | Dinamarca       |
| Estados Unidos  | 3-0 | Coreia do Norte |

### Grupo B
| Selecção | Pts | J | V | E | D | GM | GS |     |
| -------- | --- | - | - | - | - | -- | -- | --- |
| Brasil   | 7   | 3 | 2 | 1 | 0 | 12 | 4  | +8  |
| Alemanha | 5   | 3 | 1 | 2 | 0 | 10 | 4  | +6  |
| Itália   | 4   | 3 | 1 | 1 | 1 | 3  | 3  | 0   |
| México   | 0   | 3 | 0 | 0 | 3 | 1  | 15 | -14 |

#### Jogos
| Brasil   | 7-1 | México |
| Alemanha | 1-1 | Itália |
| Brasil   | 2-0 | Itália |
| Alemanha | 6-0 | México |
| Alemanha | 3-3 | Brasil |
| México   | 0-2 | Itália |

### Grupo C
| Selecção | Pts | J | V | E | D | GM | GS |     |
| -------- | --- | - | - | - | - | -- | -- | --- |
| Noruega  | 9   | 3 | 3 | 0 | 0 | 13 | 2  | +11 |
| Rússia   | 6   | 3 | 2 | 0 | 1 | 10 | 3  | +7  |
| Canadá   | 1   | 3 | 0 | 1 | 2 | 3  | 12 | -9  |
| Japão    | 1   | 3 | 0 | 1 | 2 | 1  | 10 | -9  |

#### Jogos
| Japão   | 1-1 | Canadá |
| Noruega | 2-1 | Rússia |
| Noruega | 7-1 | Canadá |
| Japão   | 0-5 | Rússia |
| Canadá  | 1-4 | Rússia |
| Noruega | 4-0 | Japão  |

### Grupo D
| Selecção  | Pts | J | V | E | D | GM | GS |     |
| --------- | --- | - | - | - | - | -- | -- | --- |
| China     | 9   | 3 | 3 | 0 | 0 | 12 | 2  | +10 |
| Suécia    | 6   | 3 | 2 | 0 | 1 | 6  | 3  | +3  |
| Austrália | 1   | 3 | 0 | 1 | 2 | 3  | 7  | -4  |
| Gana      | 1   | 3 | 0 | 1 | 2 | 1  | 10 | -9  |

#### Jogos
| China     | 2-1 | Suécia    |
| Austrália | 1-1 | Gana      |
| Austrália | 1-3 | Suécia    |
| China     | 7-0 | Gana      |
| China     | 3-1 | Austrália |
| Gana      | 0-2 | Suécia    |

## Fases Finais
Para esta fase apuravam-se as duas primeiras classificadas de cada grupo.
|  | Quartas de final | Quartas de final |                |        | Semifinais     | Semifinais     |  |  | Final | Final |
|  |                  |                  |                |        |                |                |  |  |       |       |
|  |                  |                  |                |        |                |                |  |  |       |       |
|  |                  |                  |                |        |                |                |  |  |       |       |
|  | China            | 2                |                |        |                |                |  |  |       |       |
|  | China            | 2                |                |        |                |                |  |  |       |       |
|  | Rússia           | 0                |                |        |                |                |  |  |       |       |
|  | Rússia           | 0                | China          | 5      |                |                |  |  |       |       |
|  |                  |                  | China          | 5      |                |                |  |  |       |       |
|  |                  | Noruega          | 0              |        |                |                |  |  |       |       |
|  | Noruega          | Noruega          | 0              | 3      |                |                |  |  |       |       |
|  | Noruega          |                  |                | 3      |                |                |  |  |       |       |
|  | Suécia           | 1                |                |        |                |                |  |  |       |       |
|  | Suécia           | 1                | China          | 0 (4)  |                |                |  |  |       |       |
|  |                  |                  | China          | 0 (4)  |                |                |  |  |       |       |
|  |                  | Estados Unidos   | 0 (5)          |        |                |                |  |  |       |       |
|  | Estados Unidos   | Estados Unidos   | 0 (5)          | 3      |                |                |  |  |       |       |
|  | Estados Unidos   |                  |                | 3      |                |                |  |  |       |       |
|  | Alemanha         | 2                |                |        |                |                |  |  |       |       |
|  | Alemanha         | 2                | Estados Unidos | 2      | Terceiro lugar | Terceiro lugar |  |  |       |       |
|  |                  |                  | Estados Unidos | 2      | Terceiro lugar | Terceiro lugar |  |  |       |       |
|  |                  | Brasil           | 0              |        |                |                |  |  |       |       |
|  | Brasil           | Brasil           | 0              | 4      | Noruega        | 0 (4)          |  |  |       |       |
|  | Brasil           |                  |                | 4      | Noruega        | 0 (4)          |  |  |       |       |
|  | Nigéria          | 3                |                | Brasil | 0 (5)          |                |  |  |       |       |
|  | Nigéria          | 3                |                |        | 0 (5)          |                |  |  |       |       |
|  |                  |                  |                |        |                |                |  |  |       |       |
|  |                  |                  |                |        |                |                |  |  |       |       |

## Campeãs
| Copa do Mundo de Futebol Feminino de 1999 |
| ----------------------------------------- |
| ESTADOS UNIDOS Campeãs (2º título)        |

## Prémios
| Bota de Ouro: | Bola de Ouro: | FIFA Fair Play Troféu: |
| ------------- | ------------- | ---------------------- |
| Sissi Sun Wen | Sun Wen       | China                  |

## Classificação-Final
| - 1º- Estados Unidos - 2º- China - 3º- Brasil - 4º- Noruega | - 5º- Rússia - 6º- Suécia - 7º- Nigéria - 8º- Alemanha | - 9º- Itália - 10º- Coreia do Norte - 11º- Austrália - 12º- Canadá | - 13º- Gana - 14º- Japão - 15º- Dinamarca - 16º- México |

## Artilharia
7 gols
- Sissi
- Sun Wen

4 gols
- Ann Kristin Aarønes

3 gols
- Inka Grings
- Bettina Wiegmann
- Pretinha
- Jin Yan
- Liu Ailing
- Tiffeny Milbrett
- Nkiru Okosieme
- Marianne Pettersen
- Hege Riise

2 gols
- Julie Murray
- Cidinha
- Kátia Cilene
- Charmaine Hooper
- Zhang Ouying
- Jo Song-ok
- Michelle Akers
- Mia Hamm
- Kristine Lilly
- Cindy Parlow
- Tisha Venturini
- Patrizia Panico
- Mercy Akide
- Elena Fomina
- Olga Letyushova
- Hanna Ljungberg
- Victoria Svensson

1 gol
- Ariane Hingst
- Steffi Jones
- Renate Lingor
- Birgit Prinz
- Sandra Smisek
- Cheryl Salisbury
- Maycon
- Nenê
- Silvana Burtini
- Fan Yunjie
- Liu Ying
- Pu Wei
- Zhao Lihong
- Jin Pyol-hui
- Kim Kum-sil
- Janni Johansen
- Brandi Chastain
- Joy Fawcett
- Julie Foudy
- Shannon MacMillan
- Nana Gyamfuah
- Paola Zanni
- Nami Otake
- Maribel Domínguez
- Nkechi Egbe
- Prisca Emeafu
- Rita Nwadike
- Solveig Gulbrandsen
- Unni Lehn
- Linda Medalen
- Dagny Mellgren
- Brit Sandaune
- Natalia Barbashina
- Irina Grigorieva
- Natalia Karasseva
- Olga Karasseva
- Galina Komarova
- Larisa Savina
- Kristin Bengtsson
- Malin Moström
- Jane Törnqvist

1 gol contra
- Brandi Chastain (para Alemanha)
- Hiromi Isozaki (para Noruega)
- Ifeanyi Chiejine (para Estados Unidos)